# J. Peverell Marley
John Peverell Marley, A.S.C., né le 14 août 1899 à San José (Californie), mort d'une crise cardiaque le 2 février 1964 à Santa Barbara (Californie), est un directeur de la photographie américain.
Il est généralement crédité J. Peverell Marley ou Peverell Marley.

## Biographie
Au cinéma, J. Peverell Marley débute comme chef opérateur sur Les Dix Commandements (première version, sortie en 1923, avec Theodore Roberts et Charles de Rochefort) de Cecil B. DeMille, qu'il retrouvera sur dix autres films, notamment Le Roi des rois (1927, avec H. B. Warner), Dynamite (1929, avec Kay Johnson et Conrad Nagel), Sous le plus grand chapiteau du monde (1952, avec Charlton Heston et Betty Hutton) et, enfin, la seconde version des Dix Commandements (même titre, 1956, avec Charlton Heston et Yul Brynner), pour des prises de vues additionnelles.
En tout, il contribue à 121 films (majoritairement américains, dont une vingtaine muets), y compris des westerns, comme L'Aigle solitaire de Delmer Daves (1954, avec Alan Ladd), ou Le Gaucher d'Arthur Penn (1958, avec Paul Newman). Ses deux derniers films sortent en 1961, année où il se retire.
Fait particulier, il travaille en Europe avec le réalisateur américain d'origine hongroise Paul Fejos (né Pál Fejös) sur quatre films, Révolte dans la prison (film franco-américain, 1931, avec Charles Boyer et Mona Goya), Fantômas (film français, 1932, avec Thomy Bourdelle et Jean Galland), Marie, légende hongroise (film franco-hongrois, 1932, avec Annabella), et Tempêtes (film austro-hongrois, 1933), y compris des versions linguistiques alternatives (voir filmographie sélective ci-après). S'ajoute Repülö arany (film hongrois, 1932) de Steve Sekely, lui aussi américain d'origine hongroise, né István Székely.
J. Peverell Marley assiste également, entre autres, les réalisateurs David Butler (ex. : Richard Cœur de Lion en 1954, avec George Sanders et Virginia Mayo), Michael Curtiz (ex. : Mon père et nous en 1947, avec William Powell et Irene Dunne), Henry King (ex. : L'Incendie de Chicago en 1937, avec Tyrone Power et Alice Faye), Walter Lang (ex. : Soirs de Miami en 1941, avec Don Ameche et Betty Grable), Gregory Ratoff (ex. : La Famille Stoddard en 1941, avec Ingrid Bergman), ou encore Billy Wilder (L'Odyssée de Charles Lindbergh en 1957, avec James Stewart).
Observons ici[style à revoir] qu'il est directeur de la photographie sur Hôtel pour femmes (1939), Dîner d'affaires (1939) et Star Dust (1940), les trois premiers films de l'actrice Linda Darnell, qu'il épouse en troisièmes noces en 1944, avant de divorcer en 1952.
À la télévision, il est chef opérateur sur sept séries, entre 1956 et 1961, dont un épisode (réalisé par Sam Peckinpah et diffusé en 1958) de la série-western L'Homme à la carabine.
Au cours de sa carrière, J. Peverell Marley obtient deux nominations à l'Oscar de la meilleure photographie en 1939 et 1948, reçoit un prix à la Mostra de Venise en 1937, et gagne un Golden Globe en 1953 (voir détails ci-dessous).
En outre, pour sa contribution au cinéma, une étoile lui est dédiée sur le Walk of Fame d'Hollywood Boulevard, honneur qu'il partage avec seulement cinq autres (à ce jour) de ses confrères, Conrad L. Hall, Hal Mohr, Ray Rennahan, Leon Shamroy et Haskell Wexler.

## Filmographie partielle

### Au cinéma
Films américains, sauf mention contraire ou complémentaire
- 1923 : Les Dix Commandements (The Ten Commandments) de Cecil B. DeMille
- 1924 : Le Tourbillon des âmes (Feet of Clay) de Cecil B. DeMille
- 1925 : Madame Sans-Gêne (titre original) de Léonce Perret
- 1925 : Le Lit d'or (The Golden Bed) de Cecil B. DeMille
- 1925 : Hell's Highroad de Rupert Julian
- 1925 : Raymond ne veut plus de femmes de Paul Iribe et Frank Urson
- 1925 : L'Empreinte du passé (The Road to Yesterday) de Cecil B. DeMille
- 1926 : L'Espionne (Three Faces East) de Rupert Julian
- 1926 : Son premier succès (Sunny Side Up) de Donald Crisp
- 1926 : Les Bateliers de la Volga (The Volga Boatman) de Cecil B. DeMille
- 1927 : Son beau geste (Dress Parade) de Donald Crisp
- 1927 : Le Roi des rois (The King of Kings) de Cecil B. DeMille
- 1927 : Le Médecin de campagne (The Country Doctor) de Rupert Julian
- 1928 : Au fil de la vie (A Lady of Chance) de Robert Z. Leonard
- 1928 : Power de Howard Higgin
- 1928 : Célébrité (Celebrity) de Tay Garnett
- 1929 : Dynamite de Cecil B. DeMille
- 1929 : La Grande Vie (It's a Great Life) de Sam Wood
- 1929 : La Fille sans dieu (The Godless Girl) de Cecil B. DeMille
- 1930 : This Mad World de William C. de Mille
- 1931 : Wicked d'Allan Dwan
- 1931 : Quand on est belle d'Arthur Robison (version française alternative de Quand on est belle de Jack Conway, 1931)
- 1931 : Révolte dans la prison (Big House) de Paul Fejos, George W. Hill et Jacques Feyder (tourné en Allemagne ; version française alternative de The Big House de George W. Hill, 1930)
- 1931 : Menschen hinter Gittern de Paul Fejos (version allemande alternative de The Big House)
- 1932 : Fantômas de Paul Fejos (film français)
- 1932 : Marie, légende hongroise (Tavaszi zápor) de Paul Fejos (film franco-hongrois ; versions alternatives française et hongroise)
- 1932 : Repülö arany de Steve Sekely (film hongrois)
- 1933 : Tempêtes (Ítél a Balaton) de Paul Fejos (film austro-hongrois)
- 1933 : Fast Workers de Tod Browning
- 1933 : La Loi de Lynch (This Day and Age) de Cecil B. DeMille
- 1933 : Femme d'honneur (Gallant Lady) de Gregory La Cava
- 1934 : Le Retour de Bulldog Drummond (Bulldog Drummond strikes back) de Roy Del Ruth
- 1934 : Le Comte de Monte-Cristo (The Count of Monte Cristo) de Rowland V. Lee
- 1934 : La Maison des Rothschild (The House of Rothschild) d'Alfred L. Werker
- 1934 : Le Fantôme de la rue Morgue (Phantom of the Rue Morgue) de Roy Del Ruth
- 1934 : Le Grand Barnum (The Mighty Barnum) de Walter Lang
- 1935 : Votez pour moi (Thanks a Million) de Roy Del Ruth
- 1935 : Le Conquérant des Indes (Clive of India) de Richard Boleslawski
- 1935 : Folies Bergère de Paris (titre original) de Roy Del Ruth
- 1935 : Cardinal Richelieu de Rowland V. Lee
- 1935 : Les Trois Mousquetaires (The Three Musketeers) de Rowland V. Lee
- 1935 : Folies-Bergère de Marcel Achard et Roy Del Ruth (version française alternative de Folies Bergère de Paris)
- 1935 : L'Ennemi public n° 1 (en) (Let 'Em Have It) de Sam Wood
- 1936 : King of Burlesque de Sidney Lanfield
- 1936 : C'était inévitable (It had to happen) de Roy Del Ruth
- 1936 : One Rainy Afternoon de Rowland V. Lee
- 1936 : Une certaine jeune fille (Private Number) de Roy Del Ruth
- 1936 : Sous les ponts de New York (Winterset) d'Alfred Santell

- 1937 : L'Incendie de Chicago (In Old Chicago) d'Henry King
- 1937 : L'Or et la Chair (The Toast of New York) de Rowland V. Lee et Alexander Hall
- 1937 : Women of Glamour de Gordon Wiles
- 1937 : SOS vertu ! (Wise Girl) de Leigh Jason
- 1938 : Suez d'Allan Dwan
- 1938 : Up the River d'Alfred L. Werker
- 1938 : La Folle Parade (Alexander's Ragtime Band) d'Henry King
- 1938 : Sally, Irene and Mary d'Edmund Goulding
- 1939 : Hôtel pour femmes (Hotel for Women) de Gregory Ratoff
- 1939 : Le Chien des Baskerville (The Hound of the Baskervilles) de Sidney Lanfield
- 1939 : Les Trois Louf'quetaires (The Three Musketeers) d'Allan Dwan
- 1939 : Dîner d'affaires (Day-Time Wife) de Gregory Ratoff
- 1940 : La Rançon de la gloire (Star Dust) de Walter Lang
- 1940 : The Man I Married d'Irving Pichel
- 1941 : La Famille Stoddard (Adam had Four Sons) de Gregory Ratoff
- 1941 : Les Trappeurs de l'Hudson (Hudson's Bay) d'Irving Pichel
- 1941 : Soirs de Miami (Moon Over Miami) de Walter Lang
- 1941 : The Great American Broadcast d'Archie Mayo
- 1941 : L'Étang tragique (Swamp Water) de Jean Renoir
- 1942 : The Night Before the Divorce, de Robert Siodmak
- 1942 : Le Nigaud magnifique (The Magnificent Dope) de Walter Lang
- 1943 : The Meanest Man in the World de Sidney Lanfield
- 1944 : Four Jills in a Jeep de William A. Seiter
- 1944 : Sensations of 1945 d'Andrew L. Stone
- 1945 : L'Orgueil des marines (Pride of the Marines) de Delmer Daves
- 1946 : Nuit et Jour (Night and Day) de Michael Curtiz
- 1946 : L'Emprise (Of Human Bondage) d'Edmund Goulding
- 1947 : La Seconde Madame Carroll (The Two Mrs. Carrolls) de Peter Godfrey
- 1947 : Mon père et nous (Life with Father) de Michael Curtiz
- 1948 : Whiplash de Lewis Seiler
- 1949 : Le Grand Tourbillon (Look for the Silver Lining) de David Butler
- 1949 : Night Unto Night de Don Siegel
- 1949 : John Loves Mary de David Butler
- 1950 : Perfect Strangers de Bretaigne Windust
- 1950 : Le Cavalier au masque (en) (Return of the Frontiersman) de Richard L. Bare
- 1950 : Le Fauve en liberté (Kiss Tomorrow Goodbye) de Gordon Douglas
- 1950 : Pretty Baby de Bretaigne Windust
- 1951 : Nuit de noces mouvementée (The Groom Wore Spurs) de Richard Whorf
- 1952 : Sous le plus grand chapiteau du monde (The Greatest Show on Earth) de Cecil B. DeMille
- 1953 : L'Homme au masque de cire (House of Wax) d'André de Toth
- 1953 : Les Dégourdis de la M.P. (Off Limits) de George Marshall
- 1953 : La Charge sur la rivière rouge (The Charge at Feather River) de Gordon Douglas
- 1954 : Richard Cœur de Lion (King Richard and the Crusaders) de David Butler
- 1954 : La poursuite dura sept jours (The Command) de David Butler (photographie additionnelle)
- 1954 : L'Aigle solitaire (Drum Beat) de Delmer Daves
- 1955 : Le Témoin à abattre (Illegal) de Lewis Allen
- 1956 : Sérénade (Serenade) d'Anthony Mann
- 1956 : Les Dix Commandements (The Ten Commandments) de Cecil B. DeMille (photographie additionnelle)
- 1957 : Johnny Trouble de John H. Auer
- 1957 : L'Odyssée de Charles Lindbergh (The Spirit of St. Louis) de Billy Wilder
- 1958 : Le Gaucher (The Left Handed Gun) d'Arthur Penn
- 1959 : Le Courrier de l'or (Westbound) de Budd Boetticher
- 1961 : A Fever in the Blood de Vincent Sherman
- 1961 : Au péril de sa vie (The sins of Rachel Cade) de Gordon Douglas

### À la télévision (séries)
- 1958 : L'Homme à la carabine (The Rifleman), Saison 1, épisode 4 The Marshal de Sam Peckinpah
- 1960 : 77 Sunset Strip, Saison 2, épisode 32 Spark of Freedom de Charles F. Haas
- 1961 : C'est arrivé à Sunrise (Bus Stop), Saison unique, épisode 7 Cherie de Don Siegel

## Récompenses et distinctions
- 1937 : Mostra de Venise, prix de la meilleure photographie, pour Sous les ponts de New York (récompense)
- 1939 : Oscar de la meilleure photographie, pour Suez (nomination)
- 1948 : Oscar de la meilleure photographie, catégorie couleur, pour Mon père et nous (nomination, partagée avec William V. Skall)
- 1953 : Golden Globe de la meilleure photographie, catégorie couleur, pour Sous le plus grand chapiteau du monde (récompense, partagée avec George Barnes)